# Mer Blanche
Pour les articles homonymes, voir Mer Blanche (homonymie).
La mer Blanche (en russe : Бе́лое мо́ре,  Béloje móre, [ˈbʲeɫəjə ˈmorʲe]), carélien et finnois : Vienanmeri, nénètse : Сэрако ям) est une mer qui s'étend sur 95 000 km2 dans le nord-ouest de la Russie, au sud et à l'est de la  péninsule de Kola ; elle borde les côtes ouest de la péninsule de Kanine. Elle jouxte au nord la mer de Barents et elle est une mer bordière de l'océan Arctique. Arkhangelsk, située à l'embouchure de la Dvina septentrionale, est à une distance de 34 kilomètres de cette mer. Outre la Dvina septentrionale, le Mezen termine son cours dans cette mer.

## Description

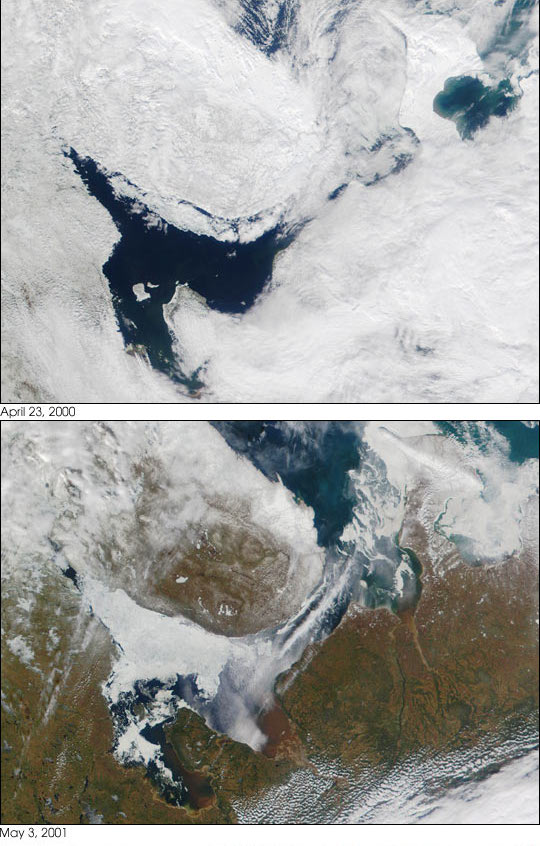
Deux images satellite de la mer Blanche.

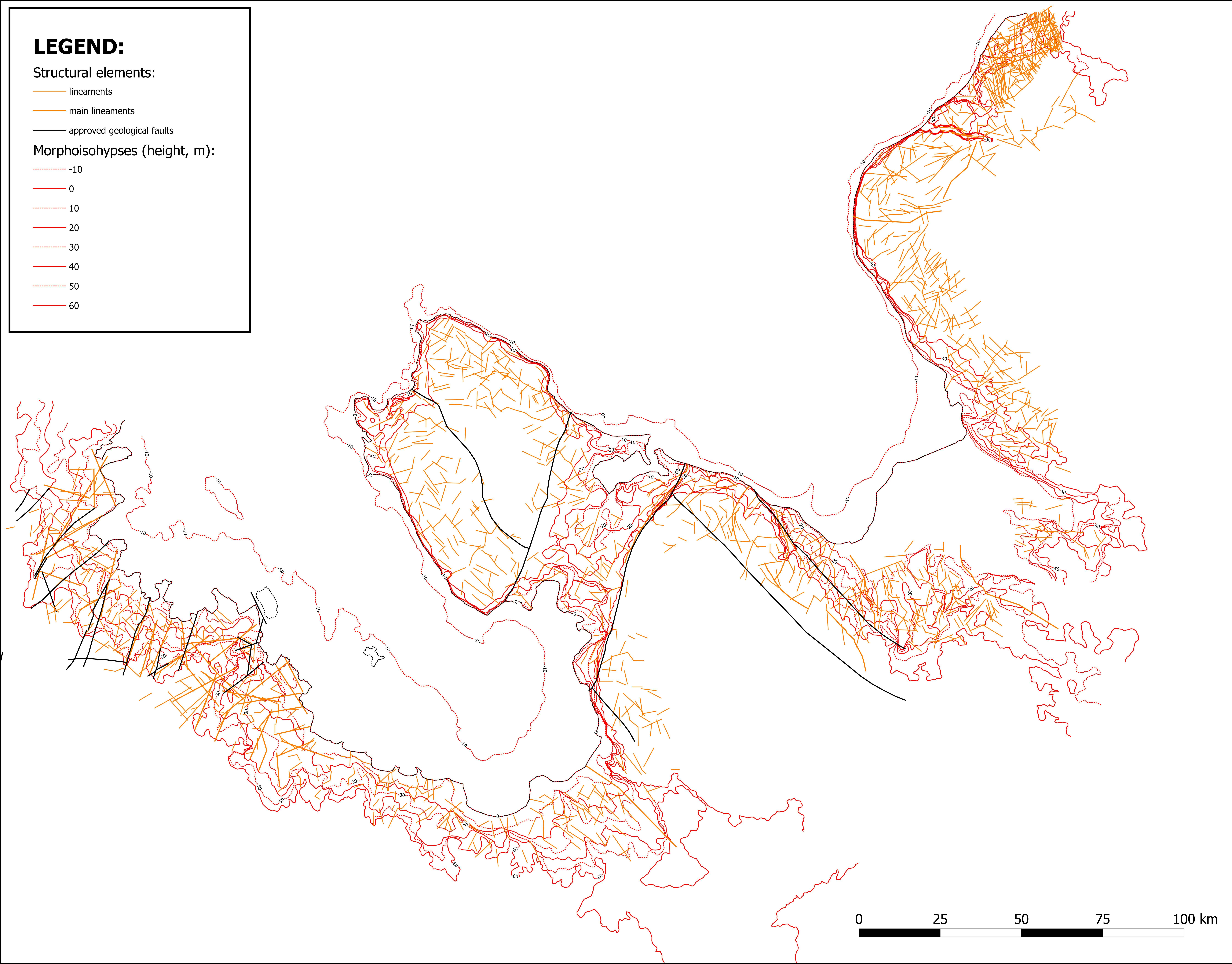
Carte morphostructurale de la côte sud-est de la mer Blanche. Les morpho-isohypses (lignes du relief tectonique de hauteurs équivalentes) et linéaments (failles géologiques estimées) sont tracés sur la carte.

L'été y dure de début juin à fin août. Dans la partie nord de la mer, il ne dépasse pas un mois et demi, les nuits sont alors très réduites. 
Sa température évolue de 0,5 à −2 °C l'hiver et de 12 à 15 °C l'été.
Les glaces apparaissent dès octobre et forment des champs de glace à partir de la mi-novembre. Les animaux des régions polaires viennent alors s'y réfugier : le phoque du Groenland, le chien de mer et le phoque commun.
La fonte des neiges commence en avril et les glaces disparaissent en mai. Mais, à cause des vents du nord, on peut rencontrer des « glaçons » flottants jusqu'à fin juin. 
Au printemps, sous l'action des vents du sud et des courants, certains animaux sont emportés sur leur morceau de glace vers l'océan Arctique. Ils sont alors abattus par les habitants de la côte qui se déplacent dans des canots à patins.
En raison des conditions écologiques particulières du milieu la mer Blanche a fait l'objet de diverses expéditions et explorations scientifiques, ayant par exemple porté sur la géologie et la pétrologie, la faune mammalienne, les méduses (1900), les éponges marines (1878), les vers,, les hydraires (1902) ou encore dans les années 1960 des microorganismes comme les ciliés mésopsammiques littoraux, ou les parasites des  poissons. Plus récemment, on s'est aussi intéressé, via quelques marqueurs bioindicateurs (ex : phoque du Groenland) au degré de pollution de cette mer et de ses sédiments ou à la manière dont certains polluants y sont bioaccumulés dans le réseau trophique,.
Les chercheurs s'intéressent aussi à l'évolution de cette région au gré des glaciations notamment pour notamment mieux comprendre quels seront les effets locaux du dérèglement climatique en cours.

## Géographie
L'Organisation hydrographique internationale définit les limites de la mer Blanche de la façon suivante  : 
- au nord : la ligne entre le cap Sviatoï Nos (68° 09′ 30″ N, 39° 44′ 28″ E), sur la côte de Mourmansk, et le cap Kanine (68° 39′ 26″ N, 43° 16′ 24″ E).

## Histoire
Des gravures rupestres ont été trouvées aux abords de la mer Blanche. 
Le port d'Arkhangelsk donne sur la mer Blanche. Aux XVIIe et XVIIIe siècles, c'est une voie importante de commerce international maritime. 
La corvette la Recherche est dépêchée en mer Blanche durant l'année 1840. Le lieutenant de vaisseau Fabvre rédige de véritables instructions nautiques sur la navigation dans cette mer. D'après lui, cette navigation : « N'a rien de plus périlleux que celle de l'Océan Atlantique. » si l'on choisit la bonne saison pour éviter les glaces, le principal obstacle étant selon lui : les brumes. Selon le lieutenant de vaisseau, « les cartes anglaises dont on se sert sont pleines d'erreurs » et celles établies par les Russes sont pour lui de bien meilleure qualité car elles donnent des indications de marées, de courants et comportent des plans particuliers de mouillages. « Elles me paraissent soignées et mériter toute confiance. ».  
En 1850 une expédition naturaliste a également lieu dans la mer Blanche. En plus des habituelles indications sur la composition de la flore locale, le scientifique Boehtlingk prend également des observations sur le climat et la profondeur de la mer. Alfred Maury synthétise ces relevés et note :

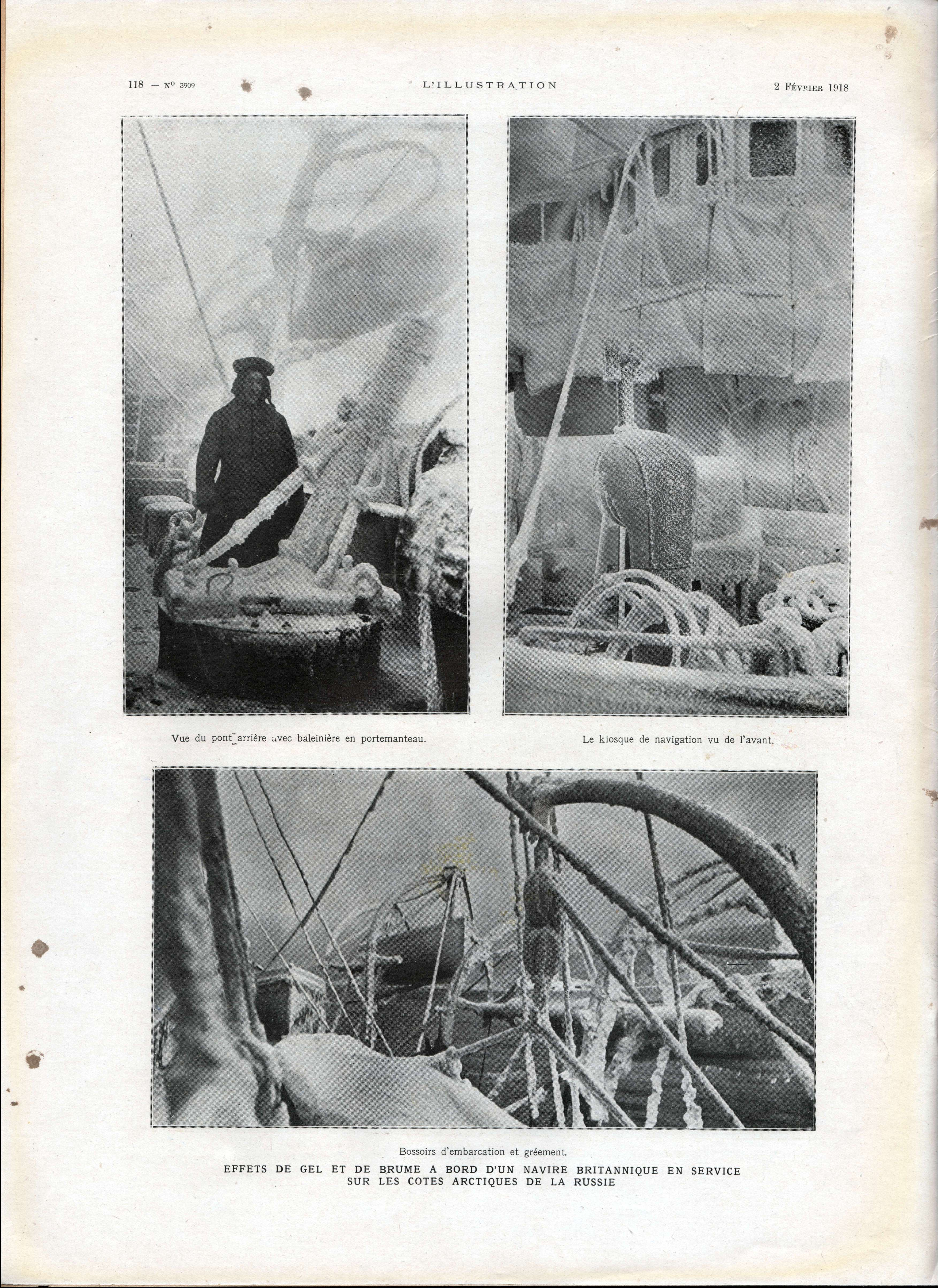
Gel et brume sur un navire de la Royal Navy le long des côtes arctiques de la Russie, L'Illustration, 2 février 1918.

« On ne possède aucun sondage bien précis pour la mer Glaciale ; ce que l'on a reconnu, c'est qu'en général cette mer est peu profonde. À l'est de la route de l'île de Vaigatz, la profondeur est faible; elle augmente ensuite assez notablement vers l'est, mais diminue en s'élevant au nord. Les sondages exécutés montrent que cette profondeur varie entre 84 et 147 pieds. Boehtlingk a observé à Kola (sur la péninsule de Kola) la température de la mer, celle de l'atmosphère variant de 16 à 18° Réaumur [20 à 22,5 °C] et il a trouvé de 8 à 10° [10 à 12,5 °C]. Ruprecht donne pour température de l'eau sur la côte de Laponie, du 1er au 19 août, de + 5° ½ R. ; et dans la baie de Matotchkin, du 24 au 30 juillet, de + à 4°R. D'après Ruprecht et Wahlenberg, la haute mer sur la côte de Laponie ne gèle pas même dans le fort de l'hiver. Au golfe de Kola, en janvier et février, la mer se couvre de glace à une distance de 20 à 25 verstes [21,335 à 26,667 km] de la côte ; mais cela n'a pas lieu durant les hivers doux, et, dès le mois de mai, la baie est libre de glaces. ».
La mer Blanche fait l'objet de deux saisons de blocus maritime en 1854 et 1855, effectués par de petites escadres franco-britannique dans le cadre de la guerre de Crimée. 
En 1898, Arkhangelsk est relié au réseau ferroviaire russe. C'est une des voies d'approvisionnement de la Russie dans la Première Guerre mondiale et l'acquisition de brise-glaces le rend accessible pendant une plus grande partie de l'année ; utilisé comme base de l'intervention alliée pendant la guerre civile russe, il est enfin la destination des convois de l'Arctique pendant la Seconde Guerre mondiale. Après 1945, ce port devient une base navale et sous-marine de la flotte soviétique puis de la fédération de Russie.
En août 2019, une partie de la mer Blanche a été fermée par les autorités russes, à la suite de l'accident nucléaire russe du 8 août 2019 (explosion survenu sur une plate forme marine (liée à un proche centre d'entrainement militaire) lors d'un test de missile, ayant entrainé la mort de plusieurs personnes et l'émission de radionucléides,.